# Ханива
Ханива (埴輪), су фигуре направљене од теракоте најчешће коришћене током ритуала сахрањивања; при чему би биле полагале заједно с покојником. Настале су током Кофун периода (од III. до VI, века н.е.) јапанске историје, који карактерише појава високе аристократске класе, ојачане војском. Коњица је била опремњена гвозденим оклопима, носила мачеве и друго хладно оружје. 
Најзначајнији локалитети пронађених ханива фигура, налазе се на југу Хоншуа (поготову Кансај област, близу Наре) и северном делу Кјушуа. Ханива фигуре су се правиле у разним облицима. То су могли бити људски (женски и мушки) облици, животињски (коњи, кокошке, птице, рибе) или ствари за које је покојник био везан или за које се сматрало да ће му бити потребне током живота након смрти (куће, оружје, штитници, сунцобрани, лепезе, јастуци...). Поред декоративног аспекта, веровало се да дух покојника обитава у ханива фигури; раније су се ханива фигуре постављале и на врх гробнице у виду чувара. Оне смештане унутар њих, имале су и функцију зида подупирача гробне хумке (тумули). 
Пошто ханива јасно одражавају тадашњи начин одевања, стилизацију фризура, оруђе коришћено за земљорадњу и архитектуру тог времена, сматрају се најбољом историјском архивом Кофун периода.